# The Best Hits
The Best Hits é o segundo álbum de grandes sucessos do cantor espanhol de música pop Enrique Iglesias, lançado em 24 de novembro de 1999 pela Fonovisa Records.
O álbum foi lançado pela Fonovisa após Iglesias ter deixado a gravadora, sendo o segundo de três compilações lançadas após sua partida. A coletânea inclui várias faixas de álbuns e singles populares. No entanto, devido ao lançamento da coletânea Bailamos Greatest Hits, alguns meses antes, o álbum não vendeu muito nos Estados Unidos ou na América Latina. Diferentemente de seu antecessor, o álbum contém mais singles do que faixas de álbuns, e pode ser visto mais como um álbum de grandes sucessos do que Bailamos Greatest Hits. O álbum recebeu certificado de ouro nos EUA, pela venda de 500.000 cópias.

## Lista de faixas
Créditos adaptados do encarte do CD. Todas as canções produzidas por Rafael Pérez-Botija.
| N.º            | Título                      | Compositor(es)                   | Duração |  |
| 1.             | "No Llores por Mí"          | Enrique Iglesias Roberto Morales | 4:07    |  |
| 2.             | "Enamorado por Primera Vez" | Iglesias                         | 4:25    |  |
| 3.             | "Si Tú Te Vas"              | Iglesias Morales                 | 4:01    |  |
| 4.             | "Bailamos"                  | Paul Barry Mark Taylor           | 3:37    |  |
| 5.             | "Por Amarte"                | Iglesias Morales                 | 4:00    |  |
| 6.             | "Esperanza"                 | Iglesias Chein García-Alonso     | 3:10    |  |
| 7.             | "Nunca Te Olvidaré"         | Iglesias                         | 4:21    |  |
| 8.             | "Miente"                    | Rafael Pérez-Botija              | 3:33    |  |
| 9.             | "Volveré"                   | Iglesias Morales                 | 4:34    |  |
| 10.            | "Si Juras Regresa"          | Botija                           | 4:19    |  |
| 11.            | "Al Despertar"              | Iglesias Morales                 | 4:14    |  |
| 12.            | "Cosas del Amor"            | Botija                           | 4:26    |  |
| 13.            | "Trapecista"                | Botija                           | 4:22    |  |
| 14.            | "Falta Tanto Amor"          | Iglesias Morales                 | 3:52    |  |
| 15.            | "Experiencia Religiosa"     | Alonso                           | 5:28    |  |
| Duração total: | Duração total:              | Duração total:                   | 63:29   |  |

## Tabelas
Álbum
| Ano  | Tabela           | Posição |
| ---- | ---------------- | ------- |
| 1999 | Top Latin Albums | 2       |
| 2000 | Top Latin        | 1       |
| 2000 | Billboard 200    | 175     |